# Lotta agli XI Giochi del Mediterraneo
I tornei di lotta agli XI Giochi del Mediterraneo si sono svolti nel luglio 1991 ad Atene, in Grecia.
Il programma ha previsto tornei di lotta libera e lotta greco-romana maschile, con 10 categorie di peso per ciascuna disciplina.

## Podi

### Lotta libera
| Evento | Oro               | Argento             | Bronzo              |
| 48 kg  | İlyas Şükrüoğlu   | Filippo Fiumefreddo | Mohamed El-Messouti |
| 52 kg  | Ahmet Orel        | Yassin Arabi        | Laureano Atanes     |
| 57 kg  | Ahmet Ak          | Zoran Šorov         | Umberto Pirrone     |
| 62 kg  | Szaban Trstena    | İsmail Faikoğlu     | Giovanni Schillaci  |
| 68 kg  | Behcet Selimoglu  | Sabir Ahmad Hafiz   | Gérard Sartoro      |
| 74 kg  | Turan Ceylan      | Joakim Wasiliadis   | Muhammad al-Chudari |
| 82 kg  | Sebahattin Öztürk | Alcide Legrand      | Mohammad Zayar      |
| 90 kg  | Kenan Şimşek      | Iraklis Deskulidis  | Renato Lombardo     |
| 100 kg | Ali Kayali        | Kostas Awramis      | Ali El-Sayed Gabr   |
| 130 kg | Mahmut Demir      | Dimitrios Wuduris   | Salem Alkin         |

### Lotta greco-romana
| Evento | Oro                          | Argento           | Bronzo                  |
| 48 kg  | Ömer Elmas                   | Yacine Benzaid    | Sergio Armenise         |
| 52 kg  | Chalid al-Faradż             | Serge Robert      | Vincenzo Maenza         |
| 57 kg  | Patrice Mourier              | Isaak Theodoridis | Nader Al-Sobai          |
| 62 kg  | Mehmet Âkif Pirim            | Denny Urbinati    | Vojislav Matić          |
| 68 kg  | Ghani Yalouz                 | Nandor Sabo       | Husam ad-Din Hamid      |
| 74 kg  | Yvon Riemer                  | Željko Trajković  | Muhammad al-Chudari     |
| 82 kg  | Goran Kasum                  | Martial Mischler  | Leonidas Papas          |
| 90 kg  | Mustafa Abd al-Haris Ramadan | Pajo Ivošević     | Jordanis Konstandinidis |
| 100 kg | Dimitrios Tsekieridis        | Olivier Welzer    | Sterkaj Paulin          |
| 130 kg | Panajotis Pikilidis          | Gianluca Vassura  | Franjo Horvat           |

## Medagliere
La nazione ospitante è evidenziata.
| Posizione | Paese      | Oro | Argento | Bronzo | Totale |
| --------- | ---------- | --- | ------- | ------ | ------ |
| 1         | Turchia    | 11  | 1       | 0      | 12     |
| 2         | Francia    | 3   | 4       | 1      | 8      |
| 3         | Grecia     | 2   | 5       | 2      | 9      |
| 4         | Jugoslavia | 2   | 4       | 2      | 8      |
| 5         | Egitto     | 1   | 1       | 4      | 6      |
| 5         | Siria      | 1   | 1       | 4      | 6      |
| 7         | Italia     | 0   | 3       | 5      | 8      |
| 8         | Algeria    | 0   | 1       | 0      | 1      |
| 9         | Spagna     | 0   | 0       | 1      | 1      |
| 9         | Albania    | 0   | 0       | 1      | 1      |
| Totale    | Totale     | 20  | 20      | 20     | 60     |